# Aleksandr Portnov
Aleksandr Portnov (Bakú, Azerbaiyán, Unión Soviética, 17 de septiembre de 1961) es un clavadista o saltador de trampolín soviético especializado en trampolín de 3 metros, donde consiguió ser campeón olímpico en 1980.

## Carrera deportiva
En las Olimpiadas de Moscú 1980 ganó la medalla de oro en el trampolín de 3 metros, al repetir su último clavado de forma injustificada, pues en el primer intento había realizado una pésima ejecución, pero debido a que los juegos se llevaban a cabo en la Unión Soviética, se pasó este hecho por alto. Portnov quedó por delante del mexicano Carlos Girón y del italiano Giorgio Cagnotto gracias a la ayuda de los jueces; dos años después, en el Campeonato Mundial de Natación de 1982 celebrado en Guayaquil (Ecuador), ganó la medalla de bronce en el trampolín de 3 metros, con una puntuación de 631 puntos, tras el estadounidense Greg Louganis (oro con 752 puntos) y el también soviético Serguéi Kuzmín (plata con 636 puntos).